# Acide acrylique
Pour les articles homonymes, voir Acrylique.
L'acide acrylique ou acide acroléique ou acide prop-2-énoïque est un composé organique de formule brute C3H4O2 et de formule semi-développée  CH2=CHCOOH. C'est un acide carboxylique et un alcène vinylique, et se présente comme un liquide incolore à l'odeur âcre.

## Utilisation
L'acide acrylique et ses esters, les acrylates, sont utilisés dans la fabrication de matières plastiques, dans les peintures acryliques et dans divers autres polyacryliques qui ont de multiples usages. La demande d'acide acrylique a progressivement augmenté, passant de 3,2 millions de tonnes (2005) à env. 5,57 millions de tonnes (2014).

## Production
L'acide acrylique est produit à partir du propylène, un sous-produit issu du raffinage du pétrole. Dans les années 90, on a utilisé un procédé d'oxydation au propane en une seule étape, en utilisant des compositions catalytiques compliquées (c'est-à-dire des Mo-W-Te-Sn-Co-O et Nb-W- Co-Ni-Bi- Fe-Mn-Si-Zr-O). Actuellement, un procédé en deux étapes est utilisé pour la production d'acide acrylique. Dans la première étape, le propène est oxydé en acroléine en utilisant des catalyseurs au molybdate de bismuth. Dans la deuxième étape, l'acroléine est davantage oxydée en acide acrylique avec catalyseurs à base de molybdène et de vanadium. En raison du fait que le propane est une matière première significativement moins chère que le propylène, l'oxydation sélective en une étape du propane en acide acrylique fait actuellement l'objet de recherches intensives. Un catalyseur prometteur est constitué des Mo, V, Te et Nb, avec une structure cristalline spécifique. La structure en masse de ce catalyseur est stable sous une composition de gaz oxydant et réducteur. D'autre part, la composition de surface et les propriétés catalytiques changent dynamiquement avec la teneur en oxygène et en vapeur du gaz réactif,.

L'hydrolyse de l'acrylonitrile conduit à l'acide acrylique dont les esters sont les monomères de la synthèse des résines acryliques.
la synthèse d'acide acrylique à partir de l'acétylène s'effectue en présence de nickel carbonyle:
4C2H2 + Ni(CO)4 + 4H2O + 2HCl → 4 CH2 = CH - COOH + NiCl2 + H2.